# 迪克西岩
63°28′S 54°40′W / 63.467°S 54.667°W
迪克西岩（英語：Dixey Rock），是南極洲的岩石，處於達爾文島東南面3公里，屬於危險群島的一部分，海拔高度25米，由英國研究隊繪入地圖，現時由南極條約體系管理。